# Terrae di 4 Vesta
Segue una lista delle terrae presenti sulla superficie di 4 Vesta. La nomenclatura di 4 Vesta è regolata dall'Unione Astronomica Internazionale; la lista contiene solo formazioni esogeologiche ufficialmente riconosciute da tale istituzione.
Le terrae di Vesta portano i nomi di festività romane o luoghi associati alle vestali.
Sono tutte state identificate durante la missione della sonda Dawn, l'unica ad avere finora raggiunto Vesta.

## Prospetto
| Terra          | Eponimo                                | Latitudine | Longitudine | Diametro |
| -------------- | -------------------------------------- | ---------- | ----------- | -------- |
| Vestalia Terra | Vestalia - Festività dedicata a Vesta. | 5° S       | 247° E      | 350 km   |